# 2004년 하계 올림픽 핸드볼 여자 선수 명단
다음은 2004년 하계 올림픽 핸드볼 여자 선수 명단이다.